# Creences i pràctiques raëlianes
Les creences i pràctiques raëlianes són els conceptes i principis del raëlisme, un nou moviment religiós i religió ufològica fundada l'any 1974 per Claude Vorilhon, un periodista d'automobilisme que va canviar el seu nom per «Raël».
Els seguidors del Moviment Raëlià Internacional creuen en una espècie avançada d'extraterrestres anomenada «Elohim» que va crear la vida a la Terra. Els raëlians són individualistes que creuen en l'autodeterminació sexual. Com a defensors de l'ètica universal i la pau mundial, creuen que el món seria millor si els genis tinguessin el dret exclusiu de governar en el que Raël denomina «geniocràcia». Com a creients de la vida a l'espai exterior, esperen que els científics humans segueixin el camí dels Elohim aconseguint viatges espacials pel cosmos i creant vida en altres planetes. Com a creients en la resurrecció de Jesús mitjançant un procés de clonació científica (que inclou la transferència de memòria) per part dels Elohim, fomenten la investigació científica per allargar la vida mitjançant la clonació humana; tanmateix, els crítics de fora dubten de la seva possibilitat.
Els seguidors actius del raëlisme han exhibit el seu feminisme pro-sex i pacifisme a través de contactes a l'aire lliure com ara desfilades. El principal ritu d'iniciació a l'Església Raëliana és el «baptisme» o «Transmissió del Pla Cel·lular», i és promulgat per membres de nivell superior del clergat raëlià conegut com a «guies».

## Creences

### Estructura de l'Univers
Raël diu que «tot està en tot». Diu que, dins dels àtoms dels éssers vius, hi ha éssers vius que estan fets d'àtoms, que ells mateixos contenen éssers vius que estan fets d'àtoms, i així successivament, fins a l'infinit petit. L'Univers en si està contingut en un àtom dins d'un altre univers, i així successivament, fins a l'infinitament gran. A causa de la diferència de massa, l'activitat de la vida dins dels àtoms d'un ésser viu passaria molts mil·lennis abans que passi el temps suficient perquè aquest ésser viu fes un sol pas. Els raëlians creuen que l'Univers és infinit i, per tant, no té un centre. Per això, no es podia imaginar on aniria una ànima etèria, a causa de la naturalesa infinita de l'Univers. Creuen que l'infinit existeix tant en el temps com en l'espai, per a tots els nivells de la vida.
Els raëlians creuen que la humanitat seria capaç de crear vida en altres planetes només si la humanitat és prou pacífica per aturar la guerra. En aquest cas, la humanitat podria recórrer les distàncies entre les estrelles i crear vida en un altre planeta. El progrés en terraformació, biologia molecular i clonació permetria a aquests equips crear continents i vida des de zero. El progrés en l'enginyeria social garantiria que aquesta creació tingués més possibilitats de sobreviure i de tenir el potencial d'entendre els seus creadors. La investigació sobre com es produiria la civilització en un altre planeta permetria als científics decidir quins rastres del seu origen s'han de deixar enrere perquè algun dia es revelés el seu paper en la creació de la vida. El progrés assolit pels equips científics, finalment, mantindria una cadena de vida perpètua.

### Disseny intel·ligent

#### Creació de vida a la Terra per part dels extraterrestres

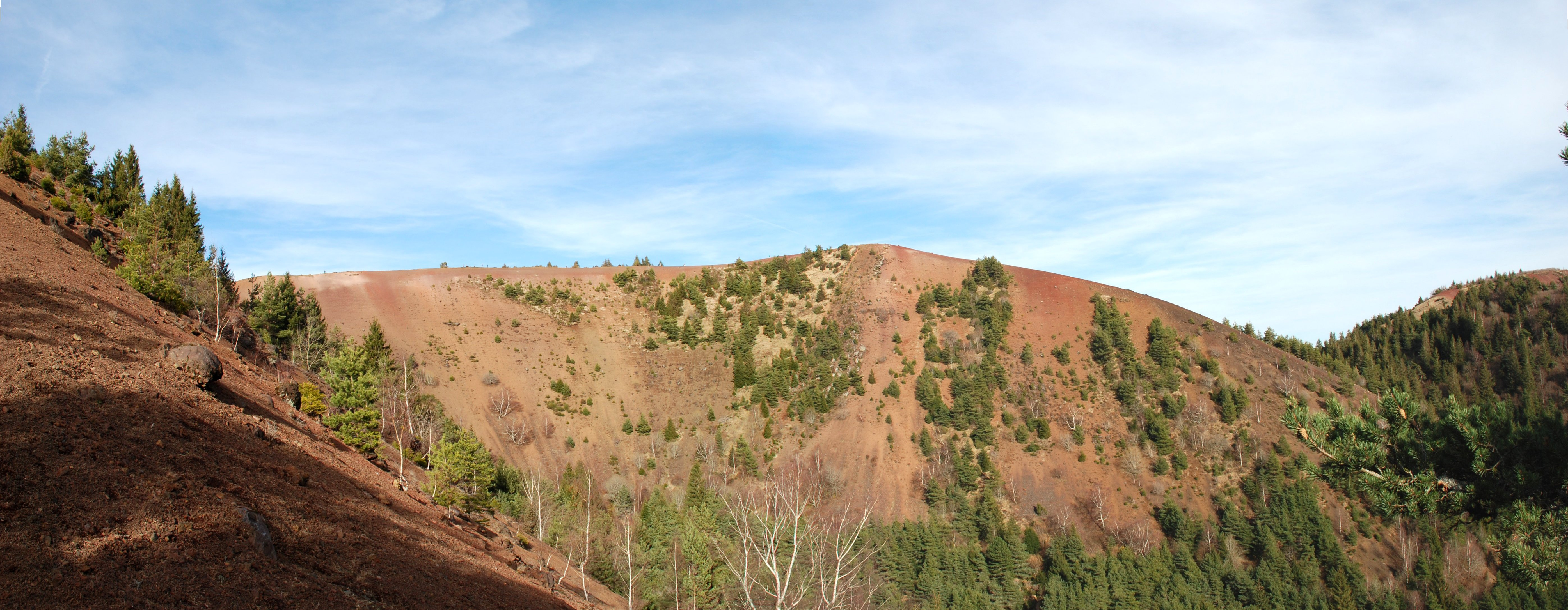
Puy de Lassolas

En el seu llibre The Message Given to me by Extraterrestrials (ara republicat com a Intelligent Design: Message from the Designers, 2006), Vorilhon afirma que el 13 de desembre de 1973 va trobar una nau espacial amb forma de campana aplanada que va aterrar dins del Puy de Lassolas, un volcà prop de la capital d'Alvèrnia. Un extraterrestre semblant a un humà de 25.000 anys d'edat dins de la nau espacial anomenat Yahweh va dir que «Elohim» era el nom que els primitius de la Terra anomenaven membres de la seva raça extraterrestre, que eren considerats «els que venien del cel». Yahweh va explicar que la Terra era originalment buida de vida, amb núvols gruixuts i mars poc profunds, però els Elohim van venir, van trencar els núvols, van exposar els mars a la llum solar, van construir un continent i van sintetitzar un ecosistema global. L'astronomia solar, la terraformació, la nanotecnologia i l'enginyeria genètica van permetre a Elohim adaptar la vida a la composició tèrmica i química de la Terra.
Yahweh va donar explicacions materialistes del Jardí de l'Edèn, un gran laboratori que es basava en un continent construït artificialment; l'arca de Noè, una nau espacial que conservava l'ADN que s'utilitzava per ressuscitar animals mitjançant la clonació; la Torre de Babel, un coet que havia d'arribar al planeta dels creadors; i la Gran Inundació, el subproducte d'explosions de míssils nuclears que els Elohim van enviar. Després que el nivell de les aigües va retrocedir, els Elohim va dispersar els israelites i els va fer parlar la llengua d'altres tribus.
Segons Vorilhon, els Elohim va contactar amb unes quaranta persones per actuar com els seus profetes a la Terra, incloent Moisès, Elies, Ezequiel, Buda, Joan Baptista, Jesús, Mahoma i Joseph Smith. Les religions que es creu que són d'origen Elohímic inclouen el judaisme, el budisme, el cristianisme, l'islam i el mormonisme.
Segons Vorilhon, diversos textos religiosos indiquen que els Elohim tornarien a l'edat de l'Apocalipsi o de la Revelació (desvetllament de la veritat). Els humans d'un altre món semblarien caure del cel i es troben a l'ambaixada que han demanat a Raël que els construeixi, i compartir els seus coneixements científics avançats amb la humanitat. Així, un dels principals objectius declarats del moviment raëlià és informar al màxim de gent possible sobre aquesta raça extraterrestre.
La polèmica sobre els orígens de les creences raëlianes se centra en els escrits de diversos autors a finals de la dècada del 1960. Jean Sendy, un escriptor francès, traductor i autor de llibres sobre l'esoterisme i els OVNI, va escriure diverses novel·les que detallaven la creació de la Terra per part dels extraterrestres. Un dels investigadors més coneguts en aquest camp és Erich von Däniken, el «pare» de la teoria dels antics astronautes, que postula que la Terra podria haver estat visitada per extraterrestres en un passat remot.
Amb la publicació de Chariots of the Gods? el 1968, Erich von Däniken va presentar la teoria de la intervenció al públic en general. Von Däniken va escriure que les tecnologies i religions de les civilitzacions antigues eren concedides per extraterrestres adorats com a déus. Von Däniken va argumentar que només la intervenció extraterrestre pot explicar el coneixement tecnològic superior que es presumeix essencial per a la producció d'artefactes antics com les piràmides egípcies, Stonehenge i els Moai de l'illa de Pasqua. Els humans en l'antiguitat consideraven que aquesta tecnologia extraterrestre d'alta tecnologia era sobrenatural i els propis alienígenes eren «déus». Es poden trobar paral·lelismes directes als missatges que Vorilhon afirmava haver rebut i escrit als seus llibres. Marie-Hélène Parent, ex-guia sacerdotessa raëliana, descriu que Sendy i Vorilhon es van reunir diverses vegades per prendre copes i conversar durant els anys 1973 i 1974, abans de la pretesa trobada extraterrestre de Vorilhon.

#### L'oportunitat de la humanitat de crear vida en altres planetes
Els raëlians creuen que la humanitat seria capaç de crear vida en altres planetes només si és prou pacífica per aturar la guerra. Si es fa, la humanitat podria recórrer les distàncies entre les estrelles i crear vida en un altre planeta. El progrés en terraformació, biologia molecular i clonació permetria a aquests equips crear continents i vida des de zero. El progrés de l'enginyeria social garantiria que aquesta creació tingués més possibilitats de sobreviure i de tenir el potencial d'entendre els seus creadors. La investigació sobre com es produiria la globalització en un altre planeta permetria als científics decidir quins rastres del seu origen s'han de deixar enrere perquè algun dia es revelés el seu paper en la creació de la vida. El progrés assolit pels equips científics, finalment, mantindria una cadena de vida perpètua.

### Un judici en el futur
Els raëlians no creuen en la reencarnació tal com dicten els escrits místics perquè no creuen que existeixi una ànima etèria lliure de confinament físic. En canvi, els raëlians pensen que ara mateix els superordinadors avançats dels Elohim estan gravant els records i l'ADN dels éssers humans. Quan Elohim alliberés aquesta informació per a la propera resurrecció, la gent tornaria d'entre els morts i els judicis sobre ells es realitzarien en funció d'accions de la seva vida passada. Les persones excloses de la recreació física inclourien aquelles que no van aconseguir res de positiu però no van ser dolentes. Vorilhon va expressar el seu interès en clonar Hitler per a judicis de guerra i càstigs retroactius. Raël també va esmentar la clonació com a solució al terrorisme mitjançant atacs suïcides, ja que els autors no podrien escapar del càstig suicidant-se si els Elohim els recreaven després dels seus atacs.

## Pràctiques

### Iniciació dels nous membres
El principal ritu d'iniciació a l'Església Raëliana és el «baptisme» o «transmissió del pla cel·lular». Aquest ritu és promulgat per membres de nivell superior del clergat raëlià que s'anomenen «guies». La sociòloga canadenca Susan J. Palmer diu que l'any 1979, Raël va introduir l'«Acte d'apostasia» com una obligació per a les persones que es preparen per al seu bateig raëlià. La cadena de televisió CTV afirma que l'apostasia d'altres religions és necessària per als nous membres raëlians. L'adhesió a l'Església Raëliana mitjançant la transmissió del pla cel·lular només es produeix en determinats dies de l'any. N'hi ha quatre d'aquests dies, tots els quals marquen aniversaris en el calendari raëlià.
El baptisme raëlià es coneix com a «transmissió del pla cel·lular», on «cel·lular» fa referència a les cèl·lules orgàniques del cos, i el «pla» fa referència a la constitució genètica de l'individu. Aquest baptisme raëlià implica que un membre guia posa aigua al front del nou membre. Aquesta pràctica va començar «el primer diumenge d'abril» de 1976, quan Raël va batejar 40 raëlians. Els raëlians creuen que la seva informació genètica està registrada per un ordinador remot i es reconeixeria durant la seva última hora, quan seran jutjats pels Elohim extraterrestres.
Hi ha un debat continu sobre si els raëlians es poden identificar com un culte. El govern de França classifica el moviment raëlià com una «secte» (paraula francesa per a culte). Tanmateix, segons Glenn McGee, el director associat del Centre de Bioètica de la Universitat de Virgínia, una part de la secta és un culte, mentre que l'altra part és un lloc web comercial que recull grans sumes de diners de persones interessades en la clonació humana. L'Oficina de Democràcia, Drets Humans i Treball del Departament d'Estat dels Estats Units, i la sociòloga Susan J. Palmer, han classificat el Moviment Raëlià Internacional com a religió.

### Activisme
Els raëlians defensen habitualment el feminisme pro-sex i els aliments modificats genèticament, i protesten activament contra les guerres a més de l'Església catòlica. Per exemple, un fotògraf de l'Associated Press va fer una fotografia de dones raëlianes mig nues amb pasties com a part d'una manifestació contra la guerra a Seül, Corea del Sud. Una instantània de l'Agence France-Presse va revelar que els raëlians portaven vestits blancs d'extraterrestres amb rètols amb el missatge «NO GUERRA... ET també vol la pau!».

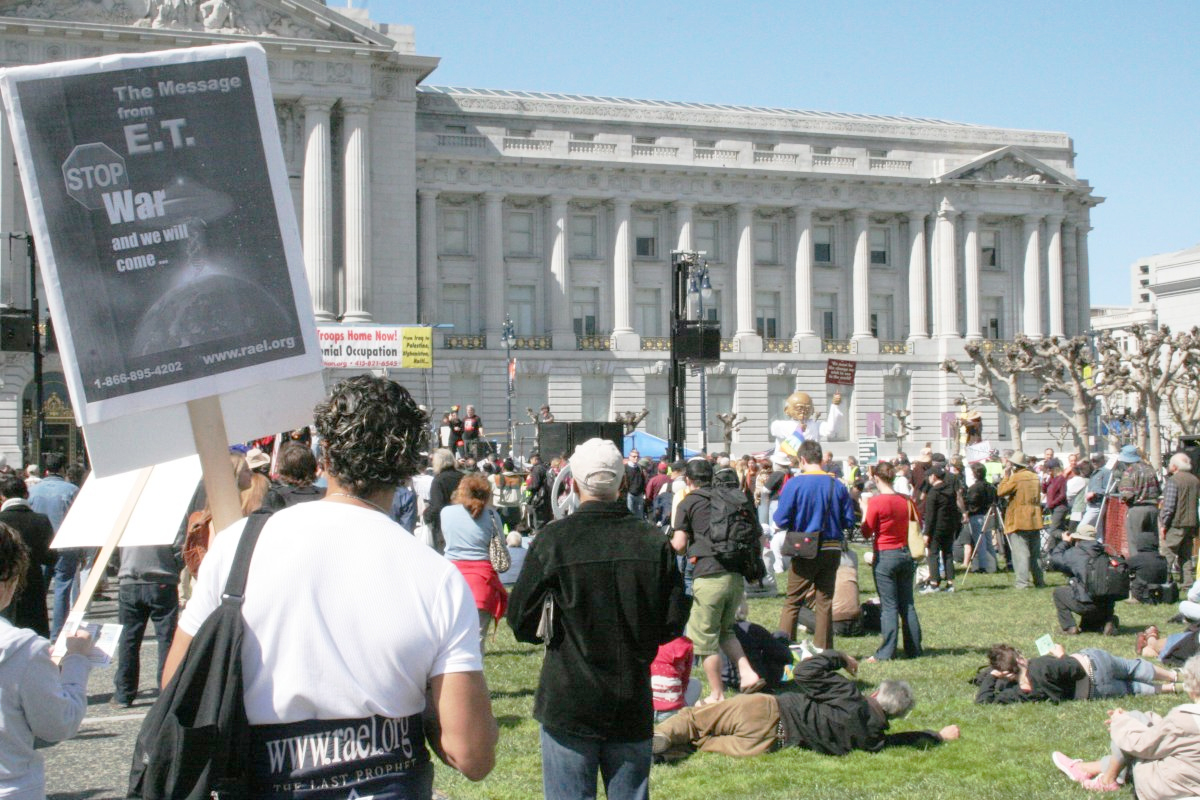
Protesta raëliana en una concentració política que demana el retorn de les tropes estatunidenques

El 6 d'agost de 2003, el primer dia de l'any Raëlià 58 AH, un article tecnològic al diari USA Today esmenta un «aliat poc probable» de Monsanto Company, el Moviment Raëlià del Brasil. El moviment va donar suport vocal en resposta al suport de la companyia als organismes modificats genèticament, especialment al seu país. Els agricultors brasilers han estat utilitzant la planta de soia modificada genèticament de Monsanto, així com l'herbicida glifosat al qual es va adaptar artificialment. Els raëlians van parlar en contra de la prohibició dels transgènics del govern brasiler.
El juliol de 2001, els raëlians al carrer van atreure italians i suïssos mentre donaven fulletons en protesta als més d'un centenar d'agressors de menors existents entre el clergat catòlic romà a França. Van recomanar que els pares no enviïn els seus fills a la confessió catòlica. El vicari apostòlic de Ginebra va demandar l'Església Raëliana per difamació, però no va guanyar. El jutge no va acceptar els càrrecs per la raó que els raëlians no estaven atacant tota l'església catòlica.
L'octubre de 2002, els raëlians en una desfilada anticlerical canadenca van repartir creus cristianes als estudiants de secundària. Van ser convidats a cremar les creus en un parc no lluny del Mont Royal de Montreal i a signar cartes d'apostasia de l'Església Catòlica Romana. L'Associació de Bisbes del Quebec va anomenar això «incitació a l'odi», i diversos consells escolars van intentar evitar que els seus alumnes es trobessin amb raëlians.

#### Drets de les dones en topless
Diversos grups raëlians als Estats Units d'Amèrica han organitzat protestes anuals, basant-se en la seva afirmació que les dones haurien de tenir el mateix dret legal a posar-se en topless en públic, cosa que els homes poden fer sense por de ser arrestats per exposició indecent. Algunes persones ho han anomenat com un truc publicitari que serveix per reclutar nous membres. «Go Topless Day» és el seu esdeveniment anual, en el qual les dones protesten mentre es troben en topless, però van amb pasties als mugrons per evitar l'arrest. Aquest esdeveniment se celebra prop del 26 d'agost, que és l'aniversari del dia en què les dones van rebre el dret de vot als Estats Units d'Amèrica.

## Promocions

### Ambaixada per als extraterrestres

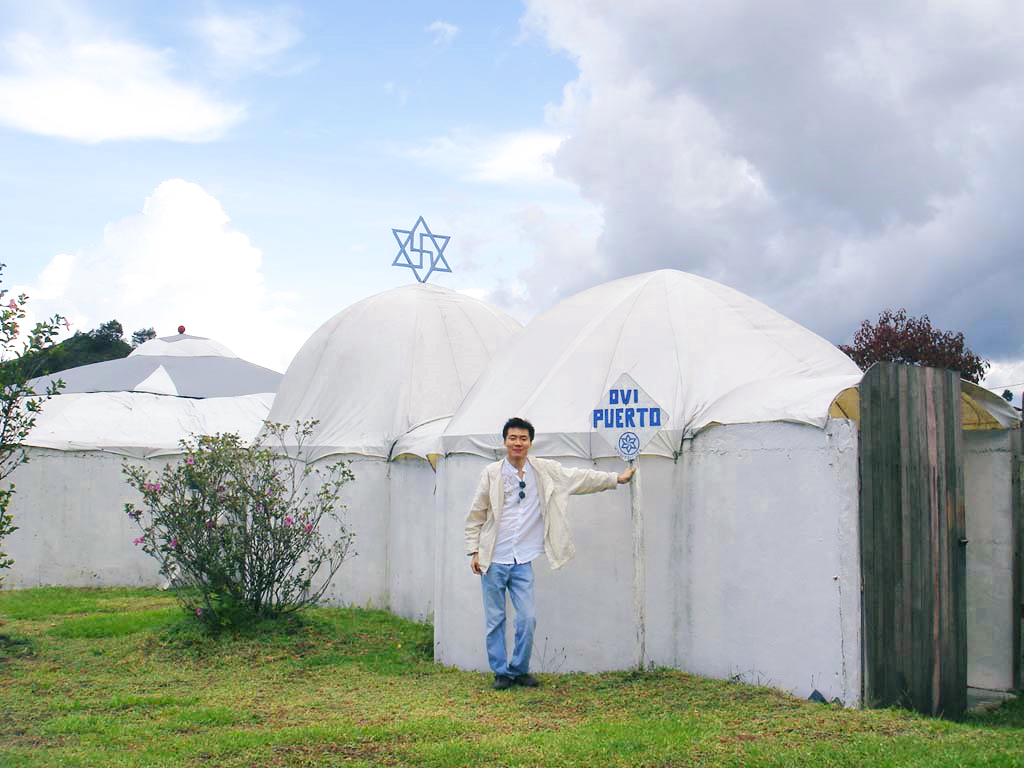
Maqueta de la tenda de l'Ambaixada Raëliana per als extraterrestres

Els raëlians creuen que la vida a la terra, així com moltes religions del món, va ser obra d'una influència extraterrestre. Creuen que aquests eren científics i que els antics els veien com a «déus» i els van donar el nom «Elohim». Els raëlians creuen que l'Ambaixada per als Extraterrestres o «Tercer Temple» ha de donar suport a un contacte oficial amb els Elohim extraterrestres i els seus missatgers de les principals religions a la «Nova Jerusalem». Entre els escriptors que han influït en les creences raëlianes es troben Zecharia Sitchin i Erich von Däniken.
El Moviment Raëlià Internacional preveu tenir una entrada amb una cambra asèptica que condueixi a una sala de conferències per a vint-i-una persones, així com un menjador de la mateixa capacitat. Al pla hi ha set habitacions amb el propòsit de rebre convidats humans a l'ambaixada. L'edifici de l'ambaixada, juntament amb la piscina, estarien al centre d'un gran parc i protegits d'una muralla (un màxim de dos pisos d'alçada) per envoltar la circumferència de tot el conjunt. Els arbres i arbustos s'han de plantar als afores de la zona de la muralla. Els murs han de tenir una entrada nord i sud. La plataforma d'aterratge de l'ambaixada hauria de poder instal·lar una nau espacial de dotze metres de diàmetre a la seva terrassa. La terrassa ha d'estar a sobre de les habitacions del tor, que només són per a extraterrestres. Les set habitacions directament a sot. la pista d'aterratge estarien protegides dels ocupants d'altres estances amb una gruixuda porta metàl·lica. Finalment, el Moviment Raëlià Internacional vol evitar la vigilància militar i per radar de l'espai aeri per sobre de l'ambaixada. Edificis per a l'administració, subministrament d'aliments i aigua, i estat dels sistemes de sanejament i comunicació d'última generació formen part d'aquesta visió. S'espera que una rèplica propera de l'Ambaixada Raëliana per als extraterrestres oberta al públic mostri als visitants com és dins de la real.

Esvàstica de David, el símbol dels raëlians, es una combinació de l'estrella de David i l'esvàstica

El febrer de 1991, l'Església Raëliana va modificar el seu símbol per eliminar l'esvàstica per ajudar en les negociacions per construir el «Tercer Temple d'Israel». El motiu oficial donat va ser una sol·licitud telepàtica d'extraterrestres anomenats «Elohim» per canviar el símbol per ajudar en les negociacions amb Israel per a la construcció d'una «ambaixada» raëliana o «tercer temple d'Israel» per saludar l'arribada anticipada d'extraterrestres i fundadors de religions passades, tot i que el país encara nega la seva petició.
El 13 de desembre de 1997, el líder del Moviment Internacional Raëlià havia decidit ampliar la possibilitat de construir l'ambaixada fora de Jerusalem i també permetre que una part important de la propietat de l'ambaixada es cobreixi amb aigua. L'àrea de la propietat de l'ambaixada proposada encara es preveu en un mínim de 3,47 km2, amb un radi d'almenys 1,05 km.
L'any 2005, la Guia Raëliana israeliana Kobi Drori va declarar que el govern libanès estava discutint propostes del moviment raëlià per construir la seva «ambaixada interplanetària» al Líban. No obstant això, una condició era que els raëlians no mostréssin el seu logotip a la part superior de l'edifici perquè barrejava una esvàstica i una estrella de David. Segons Dri, els raëlians implicats van declinar aquesta oferta, ja que volien mantenir el símbol tal qual.

### Idees de com hauria de funcionar el govern i l'economia
Segons el llibre de Raël La géniocratie (La geniocràcia, 1978), crear una unió política mundial pacífica requereix una forma de govern que afavoreixi la intel·ligència per sobre de la mediocritat. Tot i que té un aparell electoral democràtic, es diferencia de la democràcia liberal tradicional perquè exigeix que els membres de l'electorat compleixin un estàndard mínim d'intel·ligència. Els llindars proposats pels raëlians són un 50% per sobre de la mitjana per a un candidat i un 10% per sobre de la mitjana per a un votant. Els raëlians creuen que un govern mundial només és possible mitjançant l'establiment d'una moneda global, un llenguatge comú i una transformació dels militars del món en policia civil.
En el llibre de Raël, Les extra-terrestres m'ont emmené sur leur planète (Els extraterrestres em van portar al seu planeta, 1975), Raël afirma que un extraterrestre li va donar la idea d'«humanitarisme». Sota l'establiment de l'humanitarisme, la gent no tindria la propietat de les empreses o béns explotables creats per altres. En canvi, la gent llogaria cadascun d'ells per un període de 49 anys. Els fundadors podrien rebre els lloguers fins a 49 anys o quan morin, el que sigui més tard. Els lloguers no heretats pels familiars després de 49 anys anirien a parar a l'Estat. En equilibrar les herències, els nens naixerien amb prou mitjans econòmics per abandonar les tasques domèstiques per a esforços que poden beneficiar a tota la humanitat. Les cases familiars es podien heretar de generació en generació, sense lloguer.
En el seu llibre molt posterior, Le Maitraya (2003), Raël diu que el camí cap a un món sense diners és el capitalisme i la globalització, en contraposició al comunisme. El capitalisme permetria que les persones que aporten molt a la societat també contribueixin al seu desenvolupament científic i tecnològic. Sota el capitalisme, la societat produiria tants diners com pugui. Els diners tindrien importància a curt termini, ja que la nanotecnologia redueix ràpidament el cost dels béns i deixa sense feina a moltes persones.
Una organització anti-cultes anomenada Info-Cult argumentava que la geniocràcia era una ideologia feixista. Tanmateix, la geniocràcia no és un partit polític, perquè permet ideologies diferents.

### Sensualitat liberal
Segons el llibre de Vorilhon La méditation sensuelle (La meditació sensual, 1980), cal desenvolupar la capacitat d'alliberar-se dels pensaments habituals que impedeixen apreciar els fenòmens quotidians. El llibre descriu en detall sis meditacions diferents que impliquen aprofitar al màxim la capacitat dels pulmons d'expandir-se i contraure's, oxigenar la sang i les cèl·lules interiors, imaginar la calor viatjant cap amunt des dels peus fins al cap, permetent que la pell se senti sota ella mateixa i experimentant tocar amb el cos d'una altra persona i examinar-ne la figura.
Segons el llibre Le Maitreya (2003) de Vorilhon, l'amor implica experimentar diferents varietats i possibilitats que permeten trencar hàbits per fer la vida més agradable i interessant, i que és l'únic que pot aturar la guerra i la injustícia que persisteixen en el món actual. Els raëlians creuen en el dret a formar noves religions o nous partits polítics sempre que no promoguin la violència. Com a individualistes, els raëlians creuen que qui dona l'ordre de fer mal als altres té menys culpa que qui l'executa.
Els raëlians diuen que fomenten les relacions homosexuals, bisexuals i heterosexuals entre adults, i que la societat les hauria de reconèixer legalment. Tanmateix, les autoritats governamentals com les de Suïssa temen que els raëlians siguin una amenaça per a la moral pública per donar suport a l'educació sexual liberalitzada per als nens. Les autoritats creuen que aquesta educació sexual liberalitzada ensenya als joves a obtenir una gratificació sexual que fomentaria l'abús sexual dels menors d'edat. Els raëlians no estan d'acord amb aquestes pors i van afirmar que l'educació sexual feta correctament implicaria educar els pares i els fills.
Susan J. Palmer escriu que l'any 1991, una periodista francesa va anar a un seminari Raëlià i va gravar parelles mantenint relacions sexuals en tendes de campanya. Aquestes cintes van obtenir una gran publicitat, amb notícies que descriuen aquestes pràctiques com a perverses i una forma de rentat de cervell.
Des de 1991, els ensenyaments de Raël sobre les relacions sexuals han causat polèmica entre altres grups religiosos. L'any següent, les escoles catòliques de Montreal (Canadà), es van oposar a la proposta d'una màquina expenedora de preservatius com a contrari a la seva missió. En resposta, els guies raëlians van donar als estudiants catòlics deu mil preservatius. El comissari de les escoles catòliques de Montreal va dir que no podien fer res per aturar-los. Al voltant d'aquesta època, els raëlians van batejar l'esdeveniment «Operació Preservatiu».

### Clonació d'humans
A la comunitat científica, la clonació reproductiva només es refereix a la creació d'un ésser viu genèticament idèntic. «Genèticament idèntic» no vol dir del tot idèntic; aquest tipus de clonació no reprodueix els records o experiències d'un ésser viu, per exemple. No obstant això, en les discussions sobre el raëlisme, la clonació de vegades sembla referir-se no només a la clonació reproductiva, sinó també a la clonació humana reproductiva més la transferència de ment i/o cervell, o a un procés de fabricació de clons adults. Els raëlians porten això encara més enllà i diuen que la humanitat pot assolir la vida eterna mitjançant la ciència de la clonació.

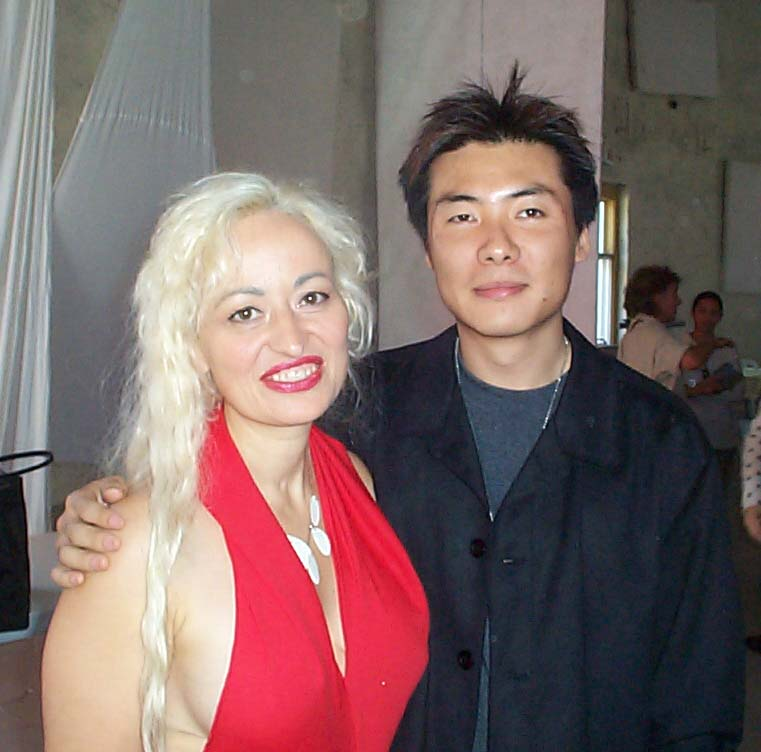
Brigitte Boisselier (esquerra) va assumir un paper superior en el Moviment Raëlià

Segons el llibre Oui au clonage humain (Sí a la clonació humana, 2001), la primera etapa d'aquest procés de clonació estès és la creació d'un embrió humà mitjançant la clonació humana. La bisbessa raëliana i CEO de Clonaid, Brigitte Boisselier, va afirmar que una dona estatunidenca es va sotmetre a un procediment de clonació d'aquest tipus que va portar al naixement d'una nena anomenada Eve el 26 de desembre de 2002. Vorilhon va dir als legisladors que prohibir el desenvolupament de la clonació humana era comparable a prohibir els avenços mèdics com ara «antibiòtics, transfusions de sang i vacunes».
La segona etapa de la clonació, segons els raëlians, fa que el clon maduri més ràpid del normal. Raël diu que en el futur, els científics descobriran un «procés de creixement accelerat» en el qual es pot formar en molt poc temps un procés com l'autoassemblatge guiat de cèl·lules expandides ràpidament o fins i tot el muntatge nanotecnològic de tot un cos humà.
La tercera etapa és la transferència de la memòria i la personalitat de la persona original al clon madur. Perquè el procés mantingui una branca per a la personalitat i la memòria, en lloc de dues, caldria un enregistrament de la ment de l'individu abans de l'hora de la mort, i es transferirien a un cos clonat d'adults després de la mort de l'original.
En les etapes finals del desenvolupament, la informació fins ara desconeguda continguda dins de l'ADN no danyat seria suficient per recuperar els altres d'entre els morts, inclosos els seus records i personalitat. Això es faria prenent una petita mostra del cos d'algú i conservant-la en el moment en què el nivell d'eficiència i coneixement del cervell sigui més alt. El dia de la mort, es prendria una cèl·lula de la mostra perquè tingués lloc la clonació, i els records i la personalitat es restaurarien al seu nivell màxim.
L'Església Raëliana té estrets vincles amb la polèmica empresa Clonaid. Brigitte Boisselier, una raëliana i directora executiva de Clonaid, va fer una afirmació controvertida i no verificada que una nadó humana va ser concebuda mitjançant la tecnologia de clonació. Al voltant d'aquesta època, la filial de Clonaid, BioFusion Tech, va afirmar tenir en possessió un dispositiu de fusió cel·lular que ajudava a la clonació d'embrions humans. El Vaticà va dir que els experimentadors van expressar una «mentalitat brutal» per intentar clonar éssers humans. El papa Joan Pau II va criticar l'experiment que creia que amenaçava la dignitat de la vida humana. En resposta, el líder de l'Església Raëliana va rebutjar les preocupacions ètiques del Papa, qualificant-les d'«acumulació de prejudicis religiosos».